# Verband Schweizer Lokomotivführer und Anwärter

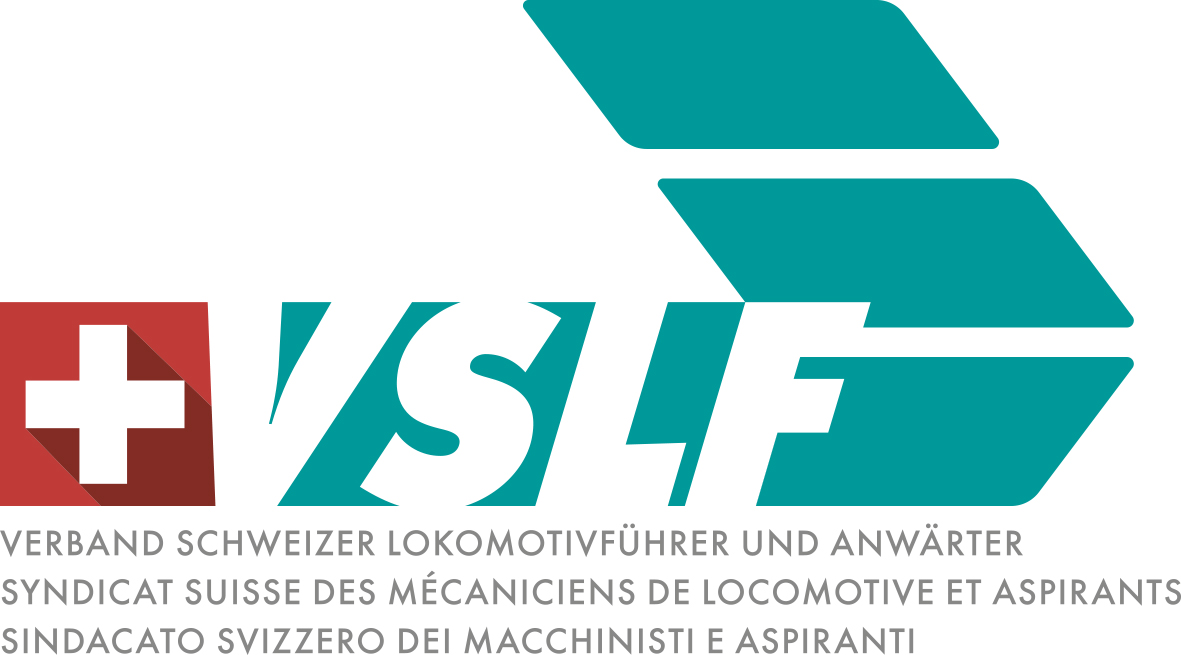
Logo VSLF

Der Verband Schweizer Lokomotivführer und Anwärter (VSLF) ist eine Arbeitnehmerorganisation/Gewerkschaft für Lokomotivführer der Kategorien B60, B80, B100 und B (ehemals Kat. C und D) in der Schweiz. Der VSLF ist ein Verein gemäss ZGB und vertritt die Interessen des Lokomotivpersonals unabhängig von Politik, Konfession oder anderen Berufskategorien. Der VSLF fördert und wahrt die Interessen seiner Mitglieder in beruflicher, wirtschaftlicher und sozialer Hinsicht.
Der VSLF hat etwa 2'500 aktive und ca. 270 pensionierte Mitglieder. Die aktiven Mitglieder sind bei den Schweizerischen Bundesbahnen, der BLS AG, der SOB AG, Thurbo AG, TILO SA, RegionAlps SA und weiteren Bahnen tätig.

## Geschichte

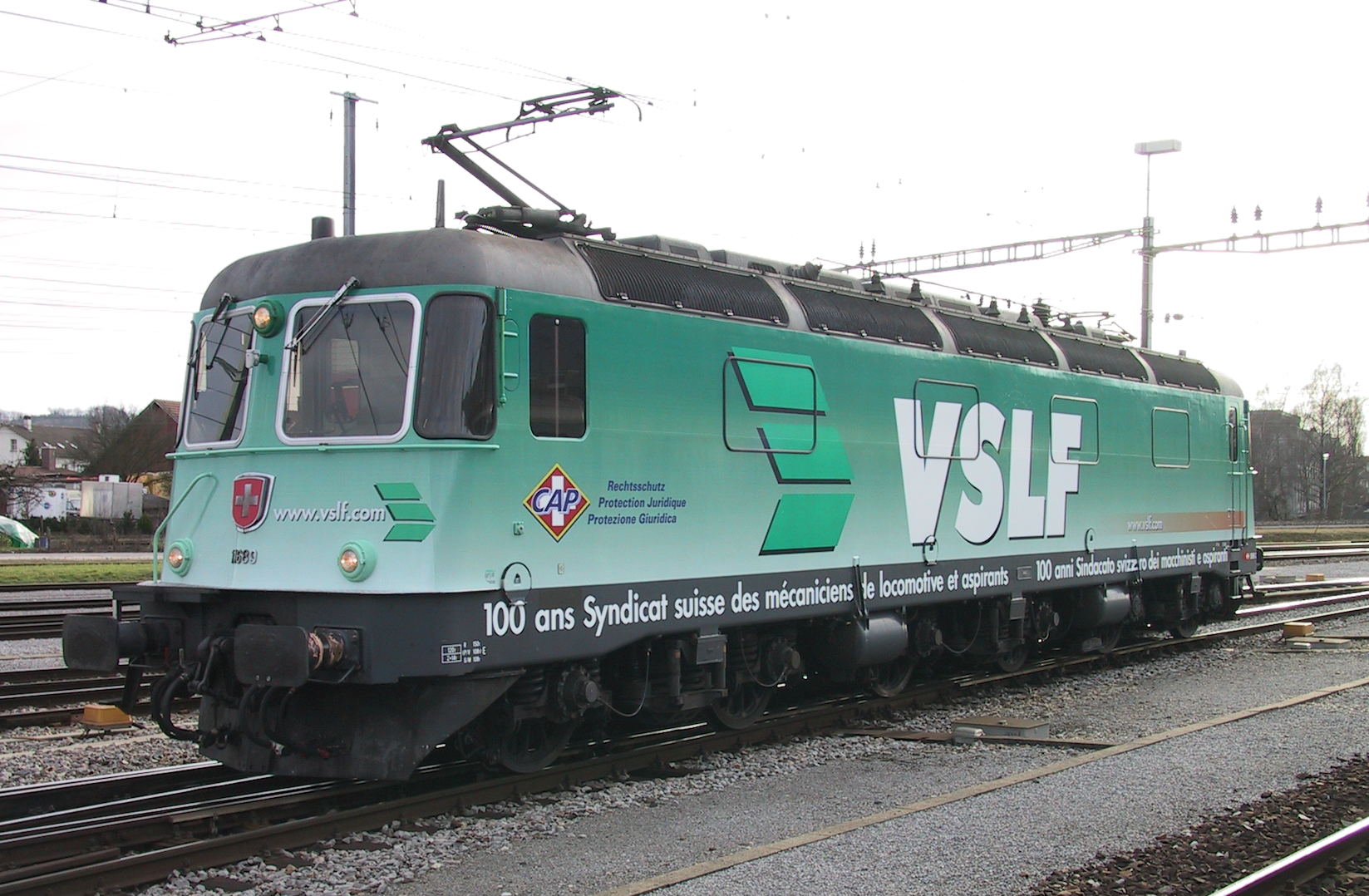
Re 6/6 11689 im Jahr 2001

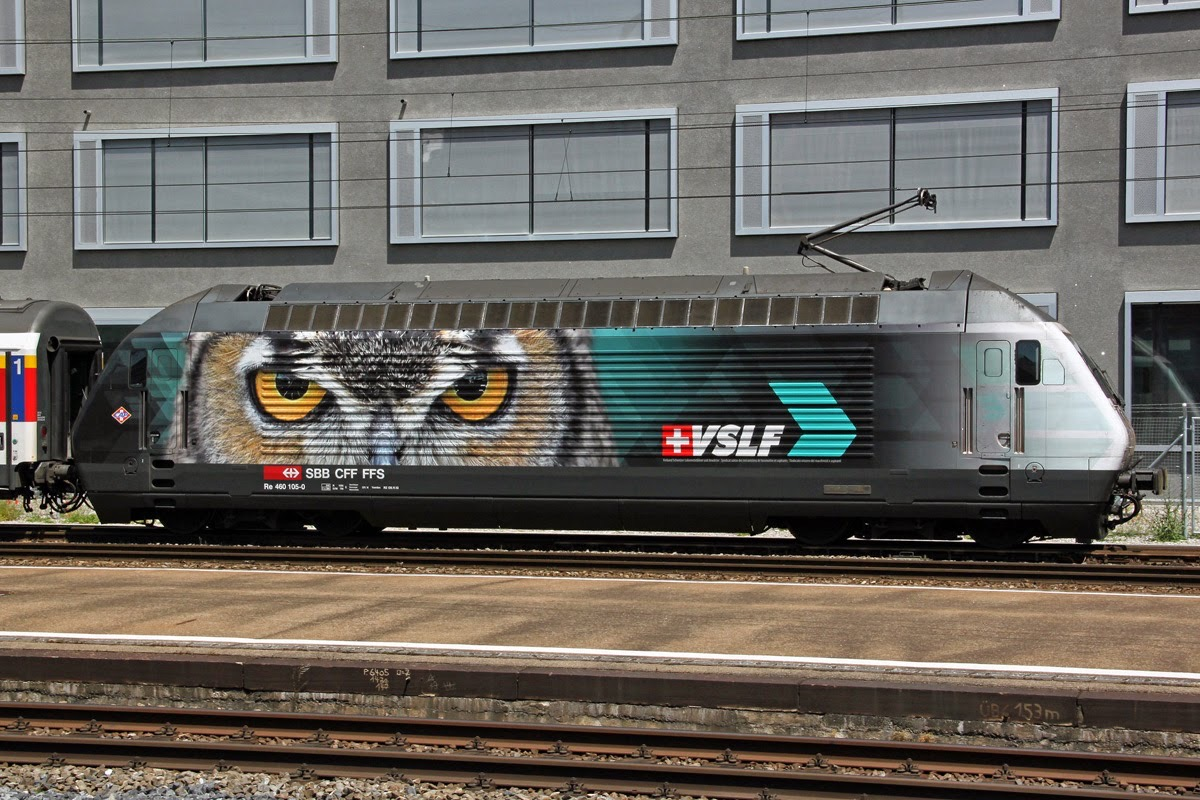
Re 460 105 Altstetten - 09.06.2014

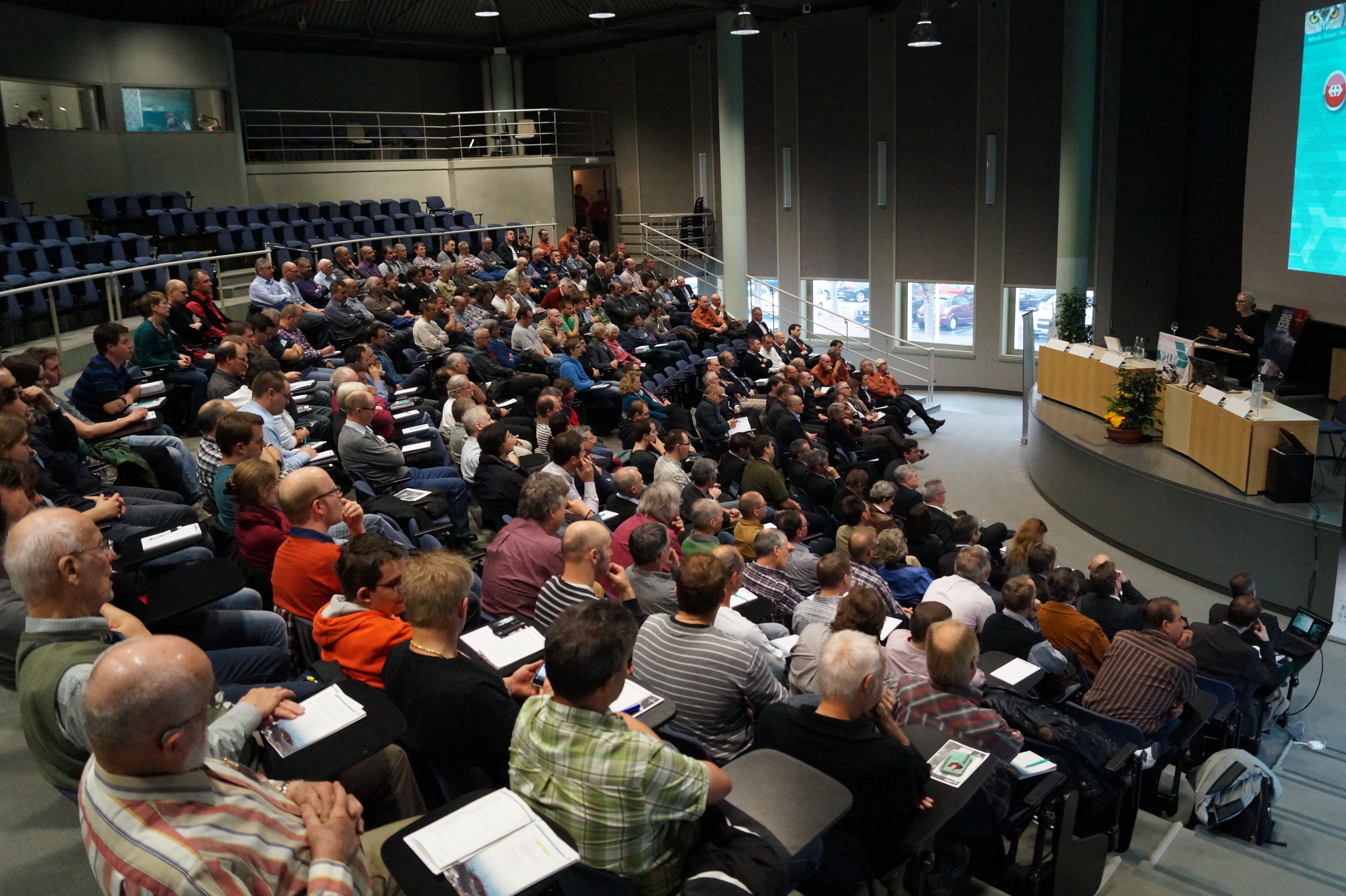
VSLF GV Neuchâtel März 2014

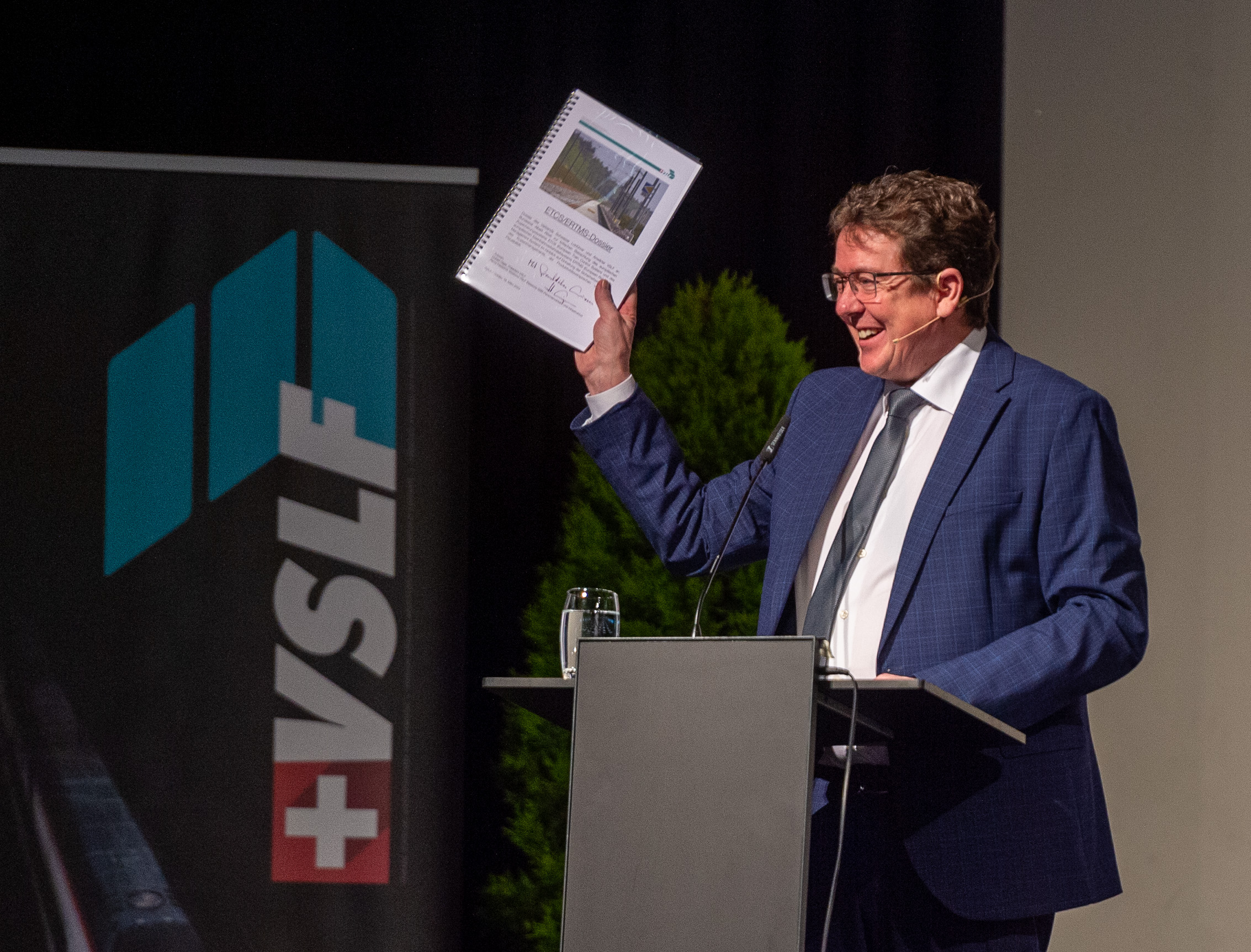
BR Rösti GV 2023 in Fribourg

Der VSLF entstand 1876 als einer der ältesten Berufsverbände der Schweiz und entwickelte sich konstant bis 1919, als viele Eisenbahn-Berufsverbände sich zum SEV zusammenschlossen. Der VSLF trat ihm nicht bei, ein solches Vorgehen wurde von der Basis per Urabstimmung abgelehnt. Danach nahm die Mitgliederzahl konstant ab, so dass der VSLF sich 1933 gezwungen sah dem SEV dennoch beizutreten. Er verschmolz mit dem Unterverband LPV. Der Einheitsverband hielt ein Vierteljahrhundert.
1957 spalteten sich wegen Einbussen und Rückschlägen für das fahrende Personal nach gescheiterten Versuchen, die SEV Statuten zu ändern, unzufriedene Lokomotivführer ab und gründeten den VSLF wieder neu. Seit dieser Zeit bis heute wuchs der VSLF konstant. Auch wurde er zum Gesamtarbeitsvertrag GAV-Sozialpartner der Schweizerischen Bundesbahnen SBB, SBB Cargo AG, SBB Cargo international AG, BLS AG, RegionAlps SA, Thurbo AG, TILO SA und SOB AG.

## VSLF Lokomotiven
Vom 22. November 2013 bis zum 2. April 2018 fuhr die Re 460 105-0 im Werbekleid des VSLF durch die Schweiz. Das Design hat Stephan Gut, ehemaliger Lokführer in Zürich und Sektionspräsident VSLF Ostschweiz, gestaltet.
Die Lokomotive hat eine schwarze und eine weisse Front und folglich zwei unterschiedliche Seitenwände.
2001 hatte der VSLF die Re 6/6 11689 als Werbelokomotive. Es ist die einzige Re 6/6 Werbelokomotive.

## Verbandszeitschrift LocoFolio
Halbjährlich erscheint die Verbandszeitschrift LocoFolio. Die Auflage ist 3'000 Hefte in Deutsch, 700 in Französisch und 150 in Italienisch.

## Aufbau des VSLF

### Vorstand
Der Verbandsvorstand besteht aktuell aus neun von der Generalversammlung GV gewählten Personen. Alle Vorstandsmitglieder und der Präsident müssen nach Statuten aktive Lokführer sein. Zurzeit sind im Vorstand neben dem Präsidenten je ein Vertreter von BLS, SBB P, 2× SBB Cargo, Cargo Bahnen, Romandie, GAV-Arbeitszeit sowie der Kassier.
Verbandspräsident ist Raoul Fassbind.

### Generalversammlung
Die jährlich im Frühling stattfindende gesamtschweizerische Generalversammlung ist das oberste Organ des VSLF. Dazu sind alle Mitglieder eingeladen. Der Tagungsort der GV wechselt jedes Jahr.
Im offiziellen Teil der GV sind jeweils wichtige Personen der Eisenbahnen und der Bahnwelt eingeladen.
Jedes Mitglied des VSLF kann im statutarischen Teil der GV Anträge stellen.
An der Generalversammlung 2023 am 16. März 2024 in Fribourg war der Vorsteher des UVEK, Bundesrat Albert Rösti zu Gast.

### Sektionen
Der VSLF hat mehrere Sektionen. Dies sind Basel, Bern, BLS, Brig, Genève, Hauenstein-Bözberg, Romandie, Zentralschweiz, Ostschweiz mit Thurbo und SOB, sowie Ticino. Die Sektionen haben je einen eigenen Vorstand und halten jährlich im Herbst eine Sektions-Generalversammlung ab.